# Atractia pulverulenta
Atractia pulverulenta là một loài ruồi trong họ Asilidae. Atractia pulverulenta được Schiner miêu tả năm 1867. Loài này phân bố ở vùng Tân nhiệt đới.